# Porreres
Porreres, en catalan et officiellement (Porreras en castillan), est une commune d'Espagne de l'île de Majorque dans la communauté autonome des Îles Baléares. Elle est située au centre-est de l'île et fait partie de la comarque du Pla de Mallorca.

## Géographie

Localisation de l'île Majorque dans les Îles Baléares.
Localisation de Porreres dans l'île de Majorque.
Localisation de la comarque du Pla de Mallorca dans l'île de Majorque.

La ville se situe à l'est du massif de Randa.

## Histoire
Durant la guerre d'Espagne, le cimetière de Porreres est le lieu de l'assassinat du groupe des Roges des Molinar par les nationalistes, dont les victimes sont cinq femmes républicaines : Aurora Picornell, Catalina Flaquer, ses filles Antònia Pascual Flaquer et Maria Pascual Flaquer, ainsi que Belarmina González Rodríguez. Elles sont aujourd'hui l'objet d'un hommage officiel.

## Patrimoine
- Església de Nostra Senyora de la Consolació - plus grande église de l’île après la cathédrale de Palma.

## Personnalités
- Joan Llaneras (1969-), coureur cycliste sur piste, double champion olympique[3]. Un complexe sportif porte son nom dans la ville.